# Pattaya Women's Open 1993
Il Pattaya Women's Open 1993 è stato un torneo di tennis giocato sul cemento. È stata la 3ª edizione del Pattaya Women's Open, che fa parte della categoria Tier IV nell'ambito del WTA Tour 1993. 
Si è giocato a Pattaya in Thailandia, dal 12 al 18 aprile 1993.

## Campionesse

### Singolare
Yayuk Basuki ha battuto in finale  Marianne Werdel Witmeyer con il punteggio di 6–3, 6–1

### Doppio
Cammy MacGregor /  Catherine Suire hanno battuto in finale  Patty Fendick /  Meredith McGrath con il punteggio di 6–3, 7–6(3)